# Else Schmitz-Gohr
Else Schmitz-Gohr (* 12. August 1901 in Köln; † 13. Dezember 1987 ebenda) war eine deutsche Pianistin, Komponistin und Klavier-Professorin.

## Leben
Else Schmitz-Gohr, eine Nichte des Dirigenten Arthur Nikisch und Schwester der Geigerin und Sängerin Ria Schmitz-Gohr, debütierte bereits mit 17 Jahren im Kölner Gürzenich unter Leitung von Hermann Abendroth und begann daraufhin eine Karriere als Solistin. Sie studierte am Kölner Konservatorium Klavier und Komposition, u. a. bei Otto Klauwell, Fritz Hans Rehbold und Franz Bölsche. In Berlin setzte sie am Stern’schen Konservatorium ihr Musikstudium fort, unter anderem bei Wilhelm Klatte (Komposition) und vor allem bei James Kwast (Klavier), dem Freund Max Regers. Zeit ihres Lebens räumte sie bei ihrer Konzerttätigkeit dem Klavierwerk Regers einen besonderen Platz ein (s. z. B. ihre Schallplattenaufnahme von 1974, erschienen bei Kaskade KAS 30067).
1927 übernahm Else Schmitz-Gohr eine Ausbildungsklasse für Klavier am Stern’schen Konservatorium. In den Folgejahren konzertierte sie zudem im In- und Ausland. 1944 erhielt sie dann einen Lehrauftrag an der Rheinischen Musikschule ihrer Heimatstadt Köln. Von 1958 bis 1966 arbeitete sie als Dozentin für Hauptfach Klavier an der Staatlichen Hochschule für Musik in Köln. 1960 wurde sie schließlich zur Professorin ernannt.

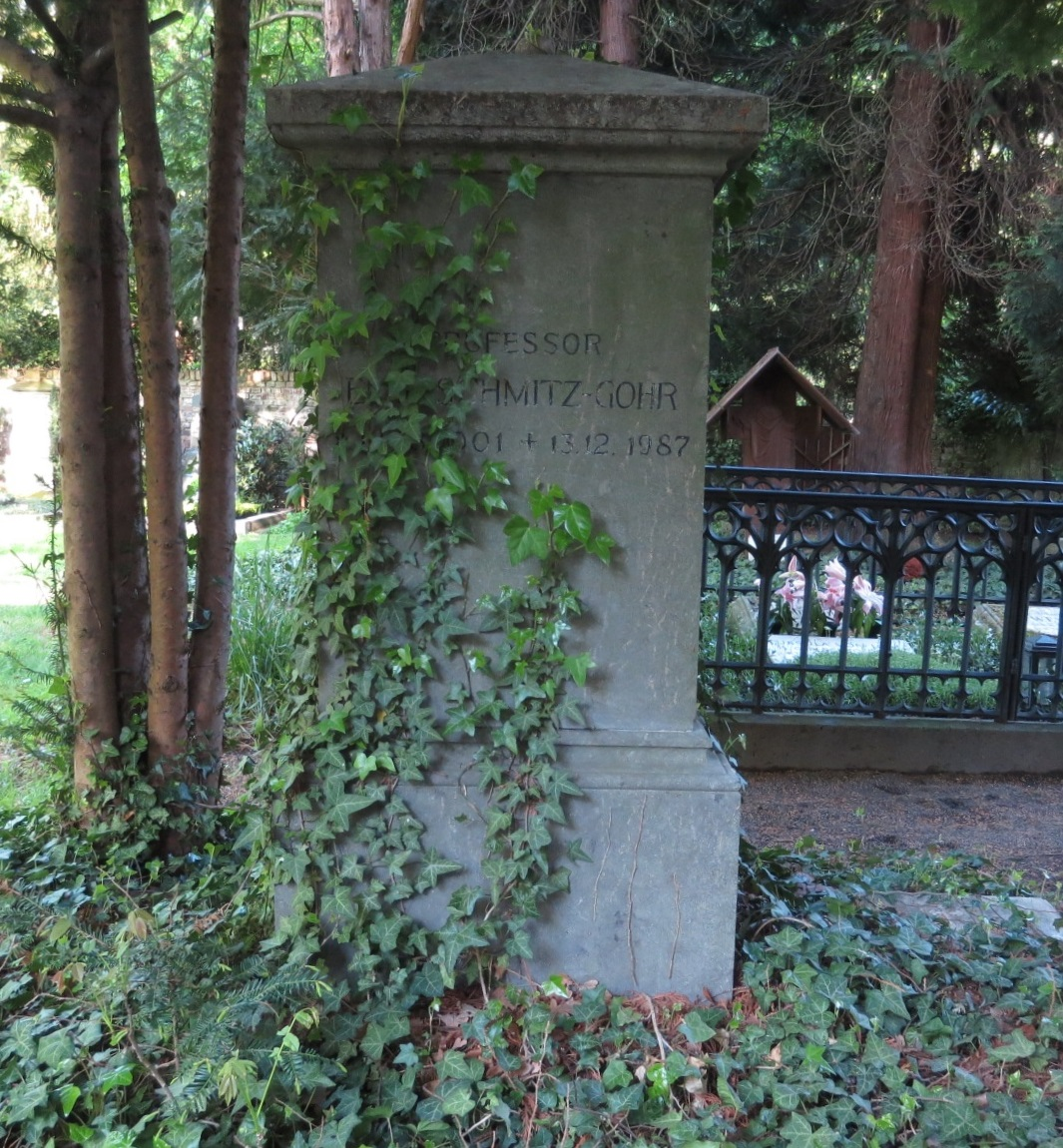
Grab auf Friedhof Melaten

Else Schmitz-Gohr galt als eine herausragende Klavier-Pädagogin. Zu ihren Schülern zählen Pianisten wie die Brüder Alfons und Aloys Kontarsky, Georg Kröll, Erika Rademacher, Manfred Reuthe, Joachim Volkmann, Eckart Sellheim, Ernst Theodor Friedl und Ulla Graf-Nobis. Nach ihrer Emeritierung unterrichtete sie weiterhin Privatschüler, von denen sie nicht wenige auf ein Klavierstudium an der Musikhochschule vorbereitete. Bis zu ihrem Tod lebte sie – zusammen mit ihren beiden Konzertflügeln (darunter ein hochwertiger Steinway) – in ihrer Altbauwohnung am Ubierring 56.
Neben einigen Schallplattenaufnahmen zeugen zahlreiche Aufnahmen für den Westdeutschen Rundfunk Köln von ihrem Können. Außerdem betätigte sich Else Schmitz-Gohr als Komponistin. Sie hinterließ neben mehreren Klavierkompositionen auch einige Orchester- und Kammermusikwerke. Das wohl bekannteste Werk ist die bei Schott editierte „Elegie für die linke Hand“ (in dem Sammelband "Frauen komponieren" ED 7197).
Ihre Grabstätte befindet sich auf dem Kölner Friedhof Melaten (Lit. J, zwischen Lit.A+B).
| Personendaten    | Personendaten                                      |
| ---------------- | -------------------------------------------------- |
| NAME             | Schmitz-Gohr, Else                                 |
| KURZBESCHREIBUNG | deutsche Komponistin, Pianistin, Hochschullehrerin |
| GEBURTSDATUM     | 12. August 1901                                    |
| GEBURTSORT       | Köln                                               |
| STERBEDATUM      | 13. Dezember 1987                                  |
| STERBEORT        | Köln                                               |